# Домініка на літніх Олімпійських іграх 2016
Домініка на літніх Олімпійських іграх 2016 у Ріо-де-Жанейро була представлена двома спортсменами (1 чоловіком та 1 жінкою) в одному виді спорту: легкій атлетиці. Прапороносцем на церемонії відкриття Олімпійських ігор був стрибун Йорданіс Дураньона.
Країна вшосте взяла участь у літніх Олімпійських іграх. Жодної медалі олімпійці Домініки не завоювали.

## Спортсмени
| Дисципліна     | Чоловіки | Жінки | Разом |
| -------------- | -------- | ----- | ----- |
| Легка атлетика | 1        | 1     | 2     |
| Разом          | 1        | 1     | 2     |

## Легка атлетика
Польові дисципліни
| Спортсмен          | Дисципліна                  | Кваліфікація | Кваліфікація | Фінал      | Фінал      |
| Спортсмен          | Дисципліна                  | Результат    | Місце        | Результат  | Місце      |
| ------------------ | --------------------------- | ------------ | ------------ | ---------- | ---------- |
| Йорданіс Дураньона | потрійний стрибок, чоловіки | заступ       | —            | не пройшов | не пройшов |
| Теа Лафонд         | потрійний стрибок, жінки    | 12,82        | 37           | не пройшла | не пройшла |